# Kenn Reefs
Kenn Reefs är ett rev i Korallhavsöarna i Australien. På revets sydöstra del ligger en liten ö, Observatory Cay som ligger cirka 2 meter över havet vid högvatten. Skeppet Jenny Lind förliste på revet den 21 september 1850 och vraket fanns kvar så sent som 1987, men har numera ha försvunnit helt och hållet.